# سایمدانگ، خاطرات درخشان
سایمدانگ، خاطرات درخشان یا سایمدانگ، خاطراتی از نور (به کره‌ای: 사임당, 빛의 일기) سریال تلویزیونی است که در سال ۲۰۱۷ توسط کانال اس‌بی‌اس تهیه شد. پخش سریال همچنین در شبکه‌های صدا و سیمای جمهوری اسلامی ایران انجام شد. این سریال سرگذشت هنرمند برجسته‌ی کره‌ای، شین سایمدانگ و یک استاد دانشگاه و محقق به نام سئو جی یون است که در دو زمان گذشته و حال نقل می‌شود.

## بازیگران

### بخش امروزی
- لی یونگ ئه در نقش (سئو جی یون)
- یانگ سه-جونگ در نقش (هان سانگ هیون)
- چوی جونگ هوان در نقش (پروفسور مین جونگ هاک)
- لی هه یونگ در نقش (جونگ مین سوک/همسر جی یون)
- کیم هه سوک در نقش (مادربزرگ مین سو)
- پارک جون میون در نقش (هه جونگ)
- کیم می کیونگ در نقش (مدیر گالری سون)

### بخش تاریخی
- لی یونگ ئه در نقش شین سایمدانگ
- سونگ سئونگ هون در نقش (لی گیوم/ شاهزاده یوسیانگ)
- اوه یون-آه در نقش (بانو چویی ویومدانگ)
- چویی چول هو در نقش (مین چی هیونگ)
- چوی جونگ هوان در نقش (امپراتور چونگ‌جونگ چوسان)
- یون دا هون در نقش (لی وون سو/ همسر سایمدانگ)

## ارتباط تاریخی
این سریال دربارهٔ زندگی سایمدانگ است؛ او متولد ۱۵۰۴ میلادی و همچنین هم دوره یانگوم بوده‌است. او در سن چهل و هشت سالگی بعد از نقل مکان به منطقه پیونگ آن به‌طور ناگهانی فوت کرد. شخصیت اصلی سریال، سایمدانگ، هنرمند برجسته عصر چوسون بوده‌است. از وی در تاریخ به عنوان مادری نمونه، همسری فداکار، هنرمندی نابغه و عاشقی پرشور یاد شده‌است. دو پسر وی از فیلسوفان سلسله چوسان بوده‌اند.

### دربارهٔ شین سایمدانگ
شین سایمدانگ متولد سال ۱۵۰۴، هنرمند، نویسنده، خطاط، گلدوز، شاعر مشهور و مادر استاد کنفوسیوسی مشهور کره‌ای یعنی یولگوک بود.
لقب وی «مادر عاقل» بوده و نام اصلی وی اینسون می‌باشد. شین در خانهٔ والدین مادرش به دنیا آمده و رشد کرد. پدر وی یک مقام دولتی بود ولی در امور سیاسی فعال نبود. او چهار خواهر کوچکتر از خود داشت. به دلیل اینکه وی برادری نداشت؛ آموزه‌هایی از پدر و پدر بزرگش دریافت کرد که تنها در آن زمان مختص پسرها بود. او نواده‌ای از خاندان شین بود. بنیان‌گذار خاندان شین؛ شین سانگ گیوم بود که پادشاه تجو از گوریو به علت مهارتش در شکار به وی تعدادی زمین اعطا کرده بود و نام خاندان به دلیل وفاداری و شجاعتش در نبرد «شین» نامگذاری شده بود. به دلیل اینکه او در خانواده‌ای فاقد پسر رشد کرده بود؛ حتی بعد از ازدواج با فرمانده «یی وون سو» در سن ۱۹ سالگی؛ بیشتر اوقات را با اجازه همسرش در منزل والدینش سپری کرد. همسرش از نسل دریاسالار معروف «یی سون شین» بود. بعدها او همسرش را که پستی رسمی در یک منطقه روستایی در سئول دریافت کرده بود، همراهی کرد و هنگام جدا شدن از مادرش شعر زیر را در فراق وی سرود.
– مادر پیرم را در کانگ نانگ ترک می‌کنم.
– با احساسی که مرا زجر می‌دهد؛ در مسیر سئول تنها هستم.
– به پشت سرم و به خانه نگاه می‌کنم و برای دقایقی امید می‌گیرم.
– ابرهای سفید از زیر پوشش کوهستان سرسبز پرواز می‌کنند.

## خلاصه داستان
لی یونگ ئه در این سریال دو نقش، شین سایمدانگ و پروفسور سئو جی یون، را ایفا می‌کند.
پروفسور هنر سئو جی یون دفترچه خاطرات سایمدانگ را در ایتالیا پیدا می‌کند و سعی در کشف راز خاطرات این دفترچه دارد. او با خاطرات دفترچه همراه می‌شود و در دل تاریخ می‌رود… زندگی پرافتخار و عاشقانه نابغه هنر، شین سایمدانگ و لی گیوم در عصر چوسون روایت می‌شود. سایمدانگ در نوجوانی عاشق شاهزاده یوسیانگ می‌شود و امپراتور شعری برای پدر سایمدانگ می‌نویسد، اما آن شعر باعث کشتار دسته جمعی شده و امپراتور پدر سایمدانگ را مقصر می‌داند. سایمدانگ برای زنده ماندن خودش و مادرش و شاهزاده یوسیانگ باید با فرد دیگری ازدواج کند. برای همین آن‌ها نمی‌توانند با هم ازدواج کنند و بعد از ۲۰ سال هم دیگر را ملاقات می‌کنند و….

## تولید
- این سریال قبل از پخش به صورت کامل فیلمبرداری شده‌است.
- لی یونگ ئه با این سریال پس از ۱۴ سال به دنیای بازیگری بازگشت.
- در ابتدا قرار بود کام وو سونگ نقش اول مرد این مجموعه باشد، اما بعدها سونگ سئونگ هون عهده‌دار این نقش شد.
- فیلمبرداری از ۱۰ اوت ۲۰۱۵ آغاز و در چهارمین روز ماه ژوئن ۲۰۱۶ به پایان رسید.
- بودجه ساخت سریال در کل ۱۹٫۸ میلیون دلار بوده‌است.
- لی یونگ ئه با دریافت ۱۰۰ میلیون وون (۸۵ هزار دلار) برای بازی در هر قسمتِ سریال، رکورد بیشتر دستمزد بین بازیگران زن جهان را به نام خود ثبت کرد.
- سریال برای پخش در اکتبر ۲۰۱۶ در روزهای شنبه و یکشنبه ساعت ۲۲:۰۰ برنامه‌ریزی شده بود ولی در تصمیمی ناگهانی، شبکه تصمیم گرفت سریال از ۲۶ ژانویه ۲۰۱۷ روزهای چهارشنبه و پنجشنبه ساعت ۲۲:۰۰ پخش شود.
- با وجود تبلیغات فراوان، هزینه‌های بالا و فرایند پیچیده و دقتِ ساخت بالا، سایمدانگ، خاطرات درخشان در زمان پخش مغلوب سریال کمدی رئیس کیم شد که در همین روز و ساعت پخش می‌شد.
- سازندگان سریال از قسمت پنجم، برای تندتر شدن ریتم فیلمنامه و افزایش بینندگان، سریال را دوباره ویرایش کردند.
- این سریال ۳۰ قسمتی به‌طور کامل قبل از پخش فیلمبرداری شده بود اما به دلیل ریتینگ‌های پایین و ویرایش مجدد سریال و حذف برخی سکانس‌های غیرضروری در بخش مدرن و داستان‌های فرعی فیلمنامه، با حذف ۲ قسمت، ۲۸ قسمتی شد.
- با وجود بی‌مهری‌ها در کشور کره، سایمدانگ پخش بین‌المللی موفقی داشت و توسط ۱۳ کشور آسیایی و اروپایی خریداری شد. همچنین شبکه اینترنتی نتفلیکس هم حق پخش این سریال را به مبلغ ۲۰۰۰۰ هزار دلار برای هر قسمت خریداری کرد. طبق نظر منتقدان خارجی، سایمدانگ یکی از سریال‌های زیبا و فاخر کره‌ای و متفاوت‌ترین سریالِ این کشور است. سریال در چین بیشتر از یک میلیارد بیننده داشت.
- پیش‌بینی می‌شد لی یونگ آئه با بازی شگفت‌انگیزی که پس از ۱۴ سال ارائه داده بود و نشان دهنده این بود که آن نبوغ و استعداد هنوز از بین نرفته‌است، در جشنواره آخر سال شبکه SBS برنده جوایزی شود، اما گرفتار حواشی ریتینگ پایین سریال در هنگام پخش شد و از دریافت جوایز بازماند و به سریال نیز جایزه‌ای تعلق نگرفت.

## جوایز

### جشنواره سالانه شبکه SBS
| ۲۰۱۷ | نامزد                                                   | جایزه               | نتیجه    |
| ---- | ------------------------------------------------------- | ------------------- | -------- |
| ۲۰۱۷ | ۵۳مین مراسم اهدای جوایز هنری بکسانگ                     | محبوب‌ترین بازیگر زن | نامزدشده |
| ۲۰۱۷ | دسانگ (جایزه بزرگِ بازیگری سال)                          | لی یونگ آئه         | نامزدشده |
| ۲۰۱۷ | بازیگر ممتاز نقش اول زن در سریال‌های چهارشنبه و پنجشنبه  | لی یونگ آئه         | نامزدشده |
| ۲۰۱۷ | بازیگر ممتاز نقش اول مرد در سریال‌های چهارشنبه و پنجشنبه | سونگ سئونگ هون      | نامزدشده |
| ۲۰۱۷ | بازیگر ممتاز نقش مکمل زن در سریال‌های چهارشنبه و پنجشنبه | اوه یون آه          | نامزدشده |